# Міжнародна асоціація геодезії
Міжнародна асоціація геодезії, МАГ (International Association of Geodesy, IAG) є складовою частиною Міжнародного союзу геодезії та геофізики.
Наразі в рамках асоціації працюють 4 комісії та один міжкомісійний комітет:
- Системи відліку (Reference Frames)
- Гравітаційне поле (Gravity Field)
- Геодинаміка і обертання Землі (Geodynamics and Earth Rotation)
- Позиціонування та застосування (Positioning & Applications)
- Міжкомісійний комітет з теорії (Inter-commission Committee on Theory)

Глобальна система геодезичних спостережень (The Global Geodetic Observing System, GGOS) - це спостережний підрозділ IAG, який зосереджується на створенні геодезичної інфраструктури для вимірювання змін у формі, обертанні та розподілі маси Землі. Міжнародна служба GNSS (International GNSS Service, IGS), що входить до складу GGOS, архівує і обробляє дані GNSS з усього світу. Дані IGS використовуються в референцній системі координат 2021 року (G2139) WGS84.

### Журнал
IAG спонсорує Journal of Geodesy, який публікується Springer.

### Нагороди
Нагороди МАГ за видатні досягнення в геодезії включають Премію Гая Бомфорда (заснована в 1975 р.), Медаль Леваллуа (заснована в 1979 р.) та Премію молодому автору МАГ ( IAG Young Author's Award) (заснована в 1993 р.).